# Mohammed V van Marokko
Sidi Mohammed ben Yusef (Arabisch: محمد الخامس; Fez, 10 augustus 1909 – Rabat, 26 februari 1961) was sultan Mohammed V van Marokko van 1927 tot 1953. Hij was de zoon van sultan Moulay Youssouf. Tijdens de onafhankelijkheidsstrijd werd hij door de Franse autoriteiten verbannen naar Madagaskar. Daar zou hij met zijn familie twee jaar verblijven. In november 1955 werd hij onder luid applaus teruggehaald. Na een jaar onderhandelen werd het land onafhankelijk verklaard door de Fransen. Mohammed V deed in 1957 afstand van de titel sultan en zou voortaan door het leven gaan als koning van Marokko.

## Zijn vroege leven
Sidi Mohammed ben Yusuf werd geboren in Fez, een van de koningssteden, in 1909. In publicaties wordt hij meestal vermeld als Mohammed ben Yusuf, door de plaatselijke bevolking wordt hij aangeduid als Sidi Mohammed en door vertrouwelingen als Sidna of meester. Zijn vader, Moulay Youssouf was de sultan van Marokko tot zijn dood in 1927. Bij zijn dood moesten de Franse autoriteiten een opvolger kiezen, omdat Marokko een protectoraat van Frankrijk en Spanje was. Waarom de Fransen een nieuwe sultan mochten kiezen, wordt duidelijk uit de definitie van het begrip protectoraat: het drukt een relatie uit tussen landen, het eerste land is het protectoraat van het tweede. Het tweede, heersende land (in dit geval Frankrijk en Spanje) beschermt en controleert het eerste land. Ze hadden er alle baat bij om een flexibel persoon als Sidi Mohammed ben Yusuf op de troon te plaatsen. Hij had zijn benoeming te danken aan zijn ogenschijnlijke volgzaamheid, zijn zwakke gezondheid en zijn bedeesdheid. Die drie ‘kwaliteiten’ gaven de indruk dat hij een plooibaar persoon was. In combinatie met zijn prille leeftijd van achttien jaar maakte dat van hem de geknipte kandidaat. De Fransen kwamen evenwel bedrogen uit. Zodra Mohammed V enkele jaren ervaring aan de macht had opgedaan, kon hij een krachtige vuist maken en vertoonde hij een sterk karakter. De kroning gebeurde evenwel op een veeleer gunstig moment voor Frankrijk: het militaire verzet tegen het protectoraat was gebroken en de Rifoorlog was beëindigd. Het kolonialisme in Marokko beleefde opnieuw een gouden tijd.

## Sultan
Het begin van Mohammeds regering werd gekenmerkt door weinig verzet tegen de autoriteiten op het Europese vasteland. Mohammed V kon steeds minder vrij zijn mening tegenover de nationalisten uiten, aangezien de vrijheid van meningsuiting door het koningschap beknot werd. Elke beweging die hij maakte, zowel in het openbaar als achter gesloten deuren, werd nauwgezet gevolgd door de Fransen. Terwijl de Fransen de sultan als een marionet beschouwden, had de nationalistische beweging in Marokko een speciale rol voor hem in gedachten. Die nationalistische beweging was tijdens het protectoraat ontstaan. Mohammed V was namelijk voor de nationalisten het symbool bij uitstek van nationale eenheid. Dat het nationalisme sinds de jaren 30 opgang maakte, is onder meer duidelijk uit allerlei tijdschriften die in het leven geroepen werden, zoals L’Action du Peuple. Dat heeft de ogen van de sultan geopend. De groei van het nationalisme was gedeeltelijk door de Fransen in gang gezet. In het begin van het protectoraat maakten ze een einde aan de tweedeling in het land. De afgescheurde, alleenstaande delen in Marokko werden in de naam van de sultan verenigd. Maar was dat niet genoeg: omdat de Fransen een tegenwicht tegen de Arabische elites wilden, gingen ze steun gaan zoeken bij de Berbers in de Hoge Atlas. Die toenadering zorgde voor een kloof tussen de Arabisch sprekende bevolking en zij die Berbers als moedertaal hadden. In de jaren dertig was de tweedeling compleet: de Berbers werden aan de macht van de sultan onttrokken en in hun gebieden gold vanaf dan het Berbers gewoonterecht. De afscheiding, die bij wet ondertekend is, staat bekend als het Berberdecreet. De afscheiding zorgde voor rellen en ook de nationalistische beweging greep het gebeuren aan om haar ontevredenheid te manifesteren. Dat was uitsluitend mogelijk in moskeeën, want alleen daar hadden de buitenlandse heersers geen zeggenschap. In de moskeeën werden er voor eenheid gepreekt, waarbij de sultan de vraag kreeg om het Berberdecreet in te trekken. Maar hij durfde nog niet tot actie over te gaan. De Fransen sloegen elke opstand met groot vertoon neer. De boodschap was evenwel de moskee uit. Ook de Berbers vertrouwden de Fransen niet meer.
Het nationalisme kreeg vorm in de opvolger van de Salafia-beweging. Een grote rol daarin was weggelegd voor Mohammed als opstandeling tegen de Fransen. Na aarzeling beloofde hij in 1934 aan de nationalisten dat hij aan de Fransen geen soevereiniteit meer zou overdragen. Ondanks die belofte heeft hij geen rol gespeeld in het verzet tegen de Fransen gedurende de Tweede Wereldoorlog, laat staan dat hij de leiding nam. In de strijd voor onafhankelijkheid zou hij pas actie ondernemen vanaf 1944. Tijdens de Tweede Wereldoorlog was Marokko een protectoraat van het Vichyregime, onder leiding van Maarschalk Pétain, dat met nazi–Duitsland collaboreerde. Toch is er nooit een Duitse voet geplaatst op het Marokkaanse vasteland, en de sultan negeerde alle antisemitische uitlatingen en bevelen.  Hij beschermde zo de 300.000 joden die Marokko als thuisbasis hadden. Marokko werd door de geallieerde troepen bevrijd. Churchill en Roosevelt zouden Mohammed V zelfs persoonlijk hebben gegarandeerd dat hij soevereiniteit over Marokko zou verwerven. Het Marokko onder Mohammad zou vervolgens goede relaties met de Verenigde Staten onderhouden. Ook bij de onafhankelijkheidsstrijd kon Marokko steun van de Verenigde Staten verwachten. Na de Tweede Wereldoorlog was het imago van Frankrijk beschadigd in tegenstelling tot dat van de Marokkaanse soldaten, die bij de bevrijding van het Europese continent hadden meegeholpen. Ook Mohammed zelf had door zijn contacten met Roosevelt zijn internationale prestige vergroot. Onmiddellijk na de oorlog ging hij naar Frankrijk om daar met De Gaulle gesprekken te voeren over een nieuwe machtsverhouding tussen Frankrijk en Marokko. Door tal van gebeurtenissen hebben Mohammad V en zijn zoon Hassan de Franse regering tegen zich in het harnas gejaagd en de gevolgen daarvan waren aanzienlijk.

## Verbanning en terugkeer
In 1953 werd Mohammed V door de Fransen zodanig geassocieerd met bevrijdingsbewegingen dat de Franse autoriteiten geen andere oplossing zagen dan hem af te zetten en naar Corsica en vervolgens naar Madagaskar te verbannen. Hij werd vervangen door zijn oom Mohammed ben Aarafa, een marionet van de Fransen. De rebellie bij het volk duurde voort door de standvastigheid onder de bevolking. De nationalistische beweging pleegde aanslagen en bij een ervan ontsnapte de nieuwe sultan ternauwernood aan de dood. Spanje keurde de ingrepen van Frankrijk af en erkende Mohammed V nog altijd als de legitieme sultan. In 1955 werd het de Fransen te warm onder de voeten. Marokko was niet het enige land dat de touwtjes in eigen handen wilde nemen, ook in Algerije waren er zware opstanden. In die context besloot Frankrijk om Marokko (en ook Tunesië) zijn onafhankelijkheid te verlenen, zodat het al zijn troepen in Algerije kon inzetten. In november 1955 keerde Mohammed V uit ballingschap terug en hij ging onmiddellijk vanuit Madagaskar naar Parijs om onderhandelingen te starten. De vreugde bij het Marokkaanse volk was groot. De hamvraag was evenwel welke rol Mohammed zou krijgen. Volgens woordvoerder Mehdi Ben Barka zag de Istiqlal–partij het nieuwe Marokko als een democratische staat. Die partij speelde een heel belangrijke rol bij de opstand en was uitermate loyaal tegenover de sultan tijdens zijn verbanning. Het is dan ook mede aan die partij te danken dat de sultan nog een voet op het Marokkaanse vasteland heeft kunnen zetten. De partij zag een leidende rol voor zichzelf in het nieuwe onafhankelijke land in het noorden van Afrika. Dat strookte niet met de visie van de sultan.
De problemen bleven aanslepen en werden bij het vormen van de regering nog groter. De partij Istiqlal kreeg zeven ministerportefeuilles. De premier was iemand van de oude pasja’s en de functie van minister van Buitenlandse zaken werd toebedeeld aan een Berberleider, die zich eerder al had geprofileerd als een fervent anti-Istiqlal. De sultan zelf hield de controle over binnenlandse zaken en het leger. De Istiqlal-partij bleef niet bij de pakken zitten en begon campagne te voeren om in de steden aanhang te winnen. Mohammed V, nog altijd sultan, keerde zich uit noodzaak tot het platteland en zocht daar naar bijval. Aan de feodale heersers werden allerlei beloftes gedaan, waardoor de sultan aan populariteit won. De conflicten mondden uit in afrekeningen tussen de Istiqlal-partij en andere politieke bewegingen. In 1956 liepen de spanningen tussen Frankrijk en Marokko hoog op. Mohammed V bleef met de oude bezetter onderhandelen en kreeg op 2 maart groen licht voor de onafhankelijkheid van Marokko. Een maand later stemde Spanje daarmee in. Door de spanningen zag Mohammed zich ertoe verplicht om een nieuwe regering in te stellen. Tien van de zestien ministers daarin kwamen uit de Istiqlal-partij. Bij de bevolking werd dat op weinig enthousiasme onthaald. In de partij zelf waren er ook grote conflicten die in een breuk resulteerden.

## Koning van Marokko
De onafhankelijkheid van Marokko was voor Mohammed V een ideaal moment om met de oude regeringsvorm te breken. Hij koos in 1957 voor de titel 'koning' of ‘al-malik’ en wilde zo zijn positie in een moderne constitutionele monarchie benadrukken. Hij nam symbolisch afstand van de praktijken van voor de onafhankelijkheid. De monarchie was na jaren van vreemde overheersing veel sterker en invloedrijker geworden dan ervoor. Hij was vanaf nu de ‘malik’ van Marokko.
Het was evenwel geen reële breuk, die omschakeling naar een monarchie. De spanningen in de Istiqlal-partij, die hierboven vermeld werden, zorgden voor een breuk in de partij. In 1959 scheurde de linkervleugel onder leiding van Ben Barka zich af van Istaqlal en vormde een nieuwe partij: UNFP (Union Nationale des Forces Populaires). Die koos voor een alliantie met de vakbond UMT. Het overgebleven deel van de partij bleef niet bij de pakken zitten en richtte ook een vakbond op. Een andere groep in Marokko, de Berbers, waren niet zo vertrouwd met de politiek of met de stedelijke gang van zaken. Mohammed V richtte voor hen een nieuwe partij op: Mouvement Populaire. Die conservatieve partij voldeed aan de eisen van de Berbers.

## Onderwijsbeleid
Mohammed V was er niet blind voor dat Marokko achterop hinkte bij het westen. Hijzelf en de nationalisten erkenden dat het onderwijs de eerste stap richting vooruitgang was. Zonder vooruitgang was er geen hoop op onafhankelijkheid. Mohammed V begon nog voor de onafhankelijkheid met zijn eigen middelen scholen op te richten en hij zette andere Marokkanen ertoe aan hetzelfde te doen. Alleen de nationalisten volgden zijn voorbeeld, aangezien er veel vrees was dat het moderne onderwijs het islamonderricht zou ondermijnen of politieke voorkeuren zou scheppen. Dat laatste argument was niet volledig onterecht. De nationalistische scholen benadrukten de Marokkaanse geschiedenis en beschaving in de hoop zo een nationaal bewustzijn te creëren. De islam bleef evenwel in deze scholen een belangrijke rol spelen. Mohammed V wilde een Arabisch, islamitisch onderwijs organiseren dat de morele en ethische normen zou vormen. Tegelijkertijd wilde hij enkele elementen uit het moderne westerse onderricht meegeven, zodat de onmisbare kennis en technieken aangeleerd werden, die nodig waren voor een leven in een moderne gemeenschap. Mohammed V paste het gemengde onderwijs op zijn eigen kinderen toe: zijn zonen en zijn dochters kregen eerst islamitisch religieus onderricht en daarna een moderne opleiding op basis van het curriculum van de Franse scholen. Dat beleid lokte veel kritiek en tegenstand uit: zodra het volk onderricht zou worden, zou het tegen het feodalisme rebelleren.

## Persoonlijk leven
Mohammed V was een zoon van Moelay Yusuf. Hij groeide op tussen de vrouwen in het paleis, bij wie zijn vader hem achterliet. Als kind speelde hij met de kinderen van het volk in de straten van Fez. Soms liet zijn vader hem naar Rabat roepen, waar hij aan officiële ceremonies deelnam en Franse functionarissen ontmoette. In 1926 nam zijn vader hem mee naar Frankrijk. Op zestienjarige leeftijd, in november 1926, werd hij door zijn vader uitgehuwelijkt aan zijn nicht Lalla Abla bint Tahar, dochter van Moulay al-Tahar ben Hasan. Op 1 maart 1992 stierf zij in Rabat. Ook in zijn persoonlijke leven trachtte Mohammed V een balans te bewaren tussen modernisatie en verwestersing aan de ene kant en het behoud van traditionele gewoontes aan de andere kant. Zijn oudste zoon, prins Moulay Hassan, behaalde een diploma in Frans recht. Zijn dochters wierpen hun sluier af en kwamen uit de afzondering. Hijzelf en zijn kinderen beoefenden westerse sporten, droegen westerse kledij, openden winkels, hielden speeches en deelden prijzen uit aan scholen. Toch hield hij tegelijkertijd zijn twee vrouwen afgezonderd van het publieke leven, lunchte hij vaak alleen of met zijn oudste zoon, behield hij de oude, uitvoerige procedures in de rechtbank en bleef hij weelderige cadeaus van zijn notabelen aannemen op bepaalde feestdagen.

## Dood en opvolging
Mohammed V stierf op 26 februari 1961 aan de gevolgen van een hartaanval. Hij had een aangeboren afwijking aan de neus, waardoor hij last had van aanhoudende hoofdpijn. Hij moest zich hiertegen uiteindelijk laten opereren. De operatie was succesvol, maar Mohammeds hart begaf het na de operatie.
Hij werd opgevolgd door zijn zoon Hassan, die de titel Hassan II kreeg.  De opvolging verliep zonder veel problemen. Zo had hij geen concurrenten die hem het recht op de troon zouden kunnen betwisten. Ondanks het onverwachte overlijden van Mohammed V was de opvolging goed geregeld.
Mohammed V · Hassan II · Mohammed VI